# Mesokalliapseudes bahamensis
Mesokalliapseudes bahamensis is een naaldkreeftjessoort uit de familie van de Kalliapseudidae. De wetenschappelijke naam van de soort is voor het eerst geldig gepubliceerd in 1982 door Sieg.